# Blue Room: The 1979 VARA Studio Sessions in Holland
Blue Room: The 1979 VARA Studio Sessions in Holland ist ein Jazzalbum von Chet Baker. Die am 10. April und 9. November 1979 im VARA-Studio in Hilversum entstandenen Aufnahmen erschienen am 22. April 2023 auf Jazz Detective/Elemental Music. Produziert wurde das Album in Kooperation von Elemental Music mit dem niederländischen Jazzarchiv KRO-NCRV.

## Hintergrund
Ende 1977 zog Baker nach Europa, wo er zu touren begann und eine umfangreiche Anzahl von Alben aufnahm. Allein im Jahr 1979 spielte er elf Alben ein.
Blue Room: The 1979 VARA Studio Sessions in Holland enthält zwei bisher unveröffentlichte und verschollen geglaubte Studiosessions des Trompeters und Sängers Chet Baker, aufgenommen im VARA-Studio 2 in Hilversum für das KRO-Rundfunkprogramm Nine O’Clock Jazz. Bei der Session am 10. April 1979 wirkte der Pianist Phil Markowitz, der Bassist Jean-Louis Rassinfosse und der Schlagzeuger Charlie Rice mit; und bei der Sitzung am 9. November traten der Pianist Frans Elsen, der Bassist Victor Kaihatu und der Schlagzeuger Eric Ineke auf. U. a. nahmen sie Wayne Shorters „Beautiful Black Eyes“, die Standards „Oh, You Crazy Moon“, „The Best Things for You“ und „Blue Room“, Bakers „Blue Gilles“ und die beiden Miles-Davis-Stücke „Down“ und „Nardis“ auf. Baker singt auf „Oh, You Crazy Moon“, „Candy“ und „My Ideal“.
In den 1970er-Jahren unternahm Chet Baker zwei Europatourneen mit dem amerikanischen Pianisten Phil Markowitz, eine im November und Dezember 1978 und die andere im März und April 1979. Für die zweite Tournee lud Chet Baker den belgischen Bassisten Jean-Louis Rassinfosse ein, der bereits auf der ersten Tour mitgespielt hatte, und den Schlagzeuger Charlie Rice, den er aus den Vereinigten Staaten mitgebracht hatte. Baker hatte einige Jahre zuvor mit Jean-Louis Rassinfosse zusammengearbeitet und ihn fast bis zu seinem Lebensende angerufen. Er kannte den Schlagzeuger Charlie Rice schon von früher; dieser war 1964/65 Bakers Schlagzeuger in New York, als dieser nach einem chaotischen Aufenthalt in Europa, darunter anderthalb Jahre in einem italienischen Gefängnis, in die USA zurückgekehrt war. Mit ihm nahm der Trompeter das Album Baby Breeze (1965) auf.
Beide Sessions wurden ursprünglich von Edwin Rutten und Lex Lammen für KRO-NCRV produziert und wurden von Zev Feldman und Frank Jochemsen zur erstmaligen Veröffentlichung produziert. Die 2-CD-Edition enthält ein 24-seitiges Booklet mit Fotos von Veryl Oakland, Jean-Pierre Leloir, Christian Rose und anderen, Liner Notes des niederländischen Journalisten Jeroen de Valk sowie Essays von Feldman, Jochemsen und Rutten sowie Interviews mit den Baker-Bandkollegen Phil Markowitz, Jean-Louis Rassinfosse und Eric Ineke sowie den Trompetern Randy Brecker und Enrico Rava sowie dem Pianisten Enrico Pieranunzi.

## Titelliste
- Chet Baker: Blue Room: The 1979 VARA Studio Sessions in Holland (Jazz Detective DDJD-008, Deep Digs DDJD-008, Elemental Music DDJD-008)[2]

CD 1
1. Beautiful Black Eyes (L. McConnell, Wayne Shorter) 9:15
2. Oh, You Crazy Moon (Johnny Burke, Jimmy Van Heusen) 10:04
3. The Best Thing for You (Irving Berlin) 6:13
4. Blue Room (Richard Rodgers, Lorenz Hart) 16:12
5. Down (Miles Davis) 7:23

CD 2
1. Blue Gilles (Chet Baker) 10:54
2. Nardis (Miles Davis) 8:38
3. Candy (Alex Kramer, Joan Whitney, Mack David) 5:43
4. Luscious Lou (Phil Urso) 7:58
5. My Ideal (Leo Robin, Newell Chase, R. A. Whiting) 5:37
6. Old Devil Moon (Burton Lane, Yip Harburg) 5:14

Tracks 1-1 bis 2-2, wurden aufgenommen am 10. April 1979 im VARA Studio 2, Hilversum, Tracks 2-3 bis 2-8 am 9. November 1979 im VARA Studio 2.

## Rezeption
Zu seiner Ehre konnte Baker 1979 seine körperlichen und emotionalen Dämonen überwinden oder sie zumindest in Schach halten, schrieb Marc Myers (Jazzwax). Sein Spiel hier sei weich und lyrisch, und die Studiotreue würde warm und ausgewogen klingen, obwohl der Bass stellenweise etwas zu stark abgemischt zu sein scheint. Obwohl seine Stimme angespannt und schief klinge, behalte sie immer noch etwas von dem verträumten Charme und der Unschuld seines Gesangs der frühen 1950er-Jahre. Der Höhepunkt des Albums ist für den Autor „Nardis“. Wo es der Pianist Bill Evans es routinemäßig als langwierige, stürmische Solo-Extravaganz eingesetzt habe, spiele es Baker hingegen auf sanfte Weise und verlangsame es als Ballade in mittlerer Geschwindigkeit, ein Tempo, das die eleganten Drehungen und Wendungen des Songs zum Vorschein kommen lasse.
Der entspannte Bossa Nova von Wayne Shorters „Beautiful Black Eyes“ bestimme die Stimmung der Session, schrieb David Luhrssen (Shepherd Express). Chet Baker sei in Bestform gewesen und habe wunderschöne, wenn auch bescheidene Soli auf seiner Trompete gespielt, sanft, aber immer mit einem Unterton von Melancholie. Bakers Spiel hätte „am sonnigsten Tag die Schatten aufgesucht“. Sein Spiel war präzise wie ein guter Poet, ohne je eine nebensächliche Note auf der Setlist. Auf „Oh, You Crazy Moon“ würde seine neblige Stimme eher das Bild skizzieren als es zu malen und drücke Emotionen in engen Grenzen aus.
Das Album wurde von BR-Klassik zu den zehn besten Veröffentlichungen des Jahres gekürt.